# مروة الجسمي
مروة الجسمي هي لاعبة ألعاب قوى إماراتية تخصّصت في لعبة رمي الرمح، وأحرزة العديد من الميداليات والألقاب. اعتزلت مروة الجسمي اللعب منذ عدة سنوات وانضمت إلى الجهاز الإداري لفريق ألعاب القوى في نادي الشارقة الرياضي للمرأة.

## الميداليات والألقاب
استطاعت مروة الجسمي إحراز العديد من الميداليات والألقاب خلال مشاركاتها بالبطولات الإقليمية والدولية المختلفة، ويوضح الجدول التالي أهم الميداليات التي حققتها خلال مسيرتها:
| السنة | البطولة                                          | الميدالية/اللقب | المسابقة  | ملاحظات |
| ----- | ------------------------------------------------ | --------------- | --------- | --- |
| 2013  | بطولة مجلس التعاون الرابعة لألعاب القوى للناشئات | فضية            | رمي الرمح | حققت رمية لمسافة 27.17 مترًا |
| 2013  | بطولة غرب آسيا لألعاب القوى                      | برونزية         | رمي الرمح | حققت رمية لمسافة 22.83 متراً |
| 2014  | دورة الألعاب للأندية العربية للسيدات 2014        | فضية            | رمي الرمح | حققت رمية لمسافة 25.68 مترًا |
| 2020  | دورة الألعاب للأندية العربية للسيدات 2020        | ذهبية           | رمي الرمح | مثلت في هذه البطولة نادي الشارقة الرياضي للمرأة، وحصلت على المركز الأول في منافسات رمي الرمح بعد أن استطاعت رمي الرمح لمسافة قدرها 24.29 متر |